# 連打一人
連打 一人（れんだ ひとり）は、日本の漫画家。大阪府在住。

## 略歴
- 携帯総合雑誌『E★エブリスタプレミアム』にて漫画版『王様ゲーム』の作画を担当する。
- 2011年、『ジャンプ改』（集英社）vol.1より茶の湯を題材とした漫画『私は利休』の作画を担当する[2]。

## 作品リスト

### 連載
- 王様ゲーム（原作:金沢伸明、『E★エブリスタプレミアム』、2011年 - 2012年、全5巻）
- 私は利休（※原作:早川光、『ジャンプ改』2011年vol.1[2] - 2013年11月号、全4巻）
- オキテネムル（『漫画アクション』2014年3号[3] - 2018年14号[4]、全9巻）
- 神龍イデア（『月刊ヤングマガジン』2020年10月号[5] - 2022年12月号→『ヤンマガWeb』2021年12月20日[6][7] - 2022年12月19日[7]、全4巻）

### その他著作
- 日本の未来はのぞみにおまかせ！ マンガで分かる新経済成長戦略（原案:夏緑、編著:経済産業省、日経BP企画発行、2009年）
- ツンデレ相対性理論（著者：アインシュタインクラブ、漫画シナリオ：中村啓、PHP研究所発行、2010年）

### アンソロジー
- 『ヘタリア Axis Powers アンソロジー』第1巻（2017年11月24日発売[8]、幻冬舎コミックス） - 漫画[8]

### その他
- 小路啓之『10歳かあさん』（2017年3月17日発売[9]） - 寄稿[9]

## 出演
- ライブペインティングイベント「『犯罪王vs茶聖』異種描闘技戦」（2012年11月17日、MARUZEN&ジュンク堂書店梅田店開催[1]） - 小路啓之とともに出演[1]
- ライブペインティングイベント（2014年12月7日、MARUZEN&ジュンク堂書店梅田店開催[10]） - 『オキテネムル』第1巻と第2巻を同時発売した記念イベント[10]
- トークイベント「漫画酒場」（2016年9月2日、大阪府ロフトプラスワン ウエスト開催[11]）